# Gela Ketasjvili
Gela Ketasjvili (georgiska: გელა კეტაშვილი), född den 27 september 1965 i Tbilisi, Sovjetunionen (nuvarande Georgien), är en georgisk (och tidigare sovjetisk) före detta fotbollsspelare som med det Sovjetiska landslaget tog OS-guld vid de olympiska sommarspelen 1988 i Seoul.

### Webbkällor
- Denna artikel är helt eller delvis översatt från motsvarande artikel på engelska wikipedia.
- Sports-reference.com (engelska)